# Chris Meledandri
Christopher « Chris » Meledandri est un producteur de cinéma américain né le 15 mai 1959 à New York. Il est le fondateur et le directeur de la société de production Illumination Entertainment et partenaire créatif chez DreamWorks Animation. Avant il a travaillé pour Walt Disney Pictures et Blue Sky Studios.

## Filmographie
- 1986 : À toute vitesse
- 1989 : Brothers in Arms
- 1990 : Dans les pompes d'un autre
- 1991 : Le Syndrome de la mort
- 1993 : Fly by Night
- 1993 : Swing Kids
- 1993 : Rasta Rockett
- 1993 : Sister Act, acte 2
- 1994 : Trial by Jury
- 2002 : L'Âge de glace
- 2002 : L'Aventure inédite de Scrat
- 2005 : Robots
- 2006 : L'Âge de glace 2
- 2006 : Il était une noix
- 2008 : Horton
- 2010 : Moi, moche et méchant
- 2010 : Home Makeover
- 2010 : Orientation Day
- 2010 : Banana
- 2011 : Brad & Gary
- 2011 : Hop
- 2012 : Le Lorax
- 2013 : Moi, moche et méchant 2
- 2013 : Training Wheels
- 2013 : Puppy
- 2015 : Les Minions
- 2016 : Comme des bêtes
- 2016 : Tous en scène
- 2017 : Moi, moche et méchant 3
- 2018 : Le Grinch
- 2019 : Comme des bêtes 2
- 2021 : Tous en scène 2
- 2022 : Les Minions 2 : Il était une fois Gru
- 2022 : Le Chat potté 2 : La Dernière Quête
- 2023 : Super Mario Bros. le film
- 2023 : Migration[1]
- 2024 : Moi, moche et méchant 4
- 2026 : Shrek 5